# 古賀亜美
古賀 亜美（こが あみ、英語: Ami Koga、中国語: 高亚美、中国語ラテン翻字: Yamei Gao ヤーメイ・ガオ、1999年2月6日 - ）は、日本のフィギュアスケート選手（ペア）。パートナーはスペンサー・アキラ・ハウ、フランシス・ブードロー＝オデ。

## 経歴
福岡県福岡市出身。父親が中国人であり、幼少の頃に中国へ渡り、中国で育った。中国では北京の日本人学校に通い、フィギュアスケート選手としては女子シングルを経てペアを始めた。
2011-12シーズンに郭文雄とのペアで中国選手権に出場し10位となる。
2013-14シーズンより日本に所属しフランシス・ブードロー＝オデとペアを結成。初出場となった全日本選手権のジュニアクラスで2位に入り、初の国際大会である2014年ババリアンオープンのジュニアクラスで2位となる。
2014-15シーズン、ISUジュニアグランプリに参戦し、タリン杯で4位、クロアチア杯で6位となる。2年連続で出場となった全日本選手権のジュニアクラスでは優勝を飾った。初出場となった世界ジュニア選手権では6位に入賞する。2015年世界選手権でペアを解消した高橋成美/木原龍一組に代わり、4月開催の国別対抗戦に出場することが決定する。初のシニアの国際大会となった国別対抗戦ではショートとフリーでそれぞれ6位となるがトータルスコアでは自己ベストを更新。日本は銅メダルを獲得する。その後、ブードロー＝オデとのペアを解消し、2015年5月スペンサー・アキラ・ハウとペアを結成。
2016-17シーズン、ジュニアグランプリシリーズに参戦後ペアを解消した。

## 主な戦績
- 2016-2017シーズンはスペンサー・アキラ・ハウとのペア(日本所属)
- 2014-15シーズンまではフランシス・ブードロー＝オデとのペア(日本所属)
- 2011-2012シーズンは郭文雄とのペア(中国所属、高亚美名義)

| 大会/年              | 2011-12 | 2013-14 | 2014-15 | 2016-17 |
| -------------------- | ------- | ------- | ------- | ------- |
| 世界国別対抗戦       |         |         | T3 / P6 |         |
| 中国選手権           | 10      |         |         |         |
| 世界Jr.選手権        |         |         | 6       |         |
| 全日本ジュニア選手権 |         | 2 J     | 1 J     |         |
| JGP B.シュベルター杯 |         |         |         | 8       |
| JGPチェコスケート    |         |         |         | 9       |
| JGPクロアチア杯      |         |         | 6       |         |
| JGPタリン杯          |         |         | 4       |         |
| チャレンジカップ     |         |         | 1 J     |         |
| ババリアンオープン   |         | 2 J     |         |         |

### 詳細
| 2016-2017 シーズン     |                                                                |         |         |          |
| 開催日                 | 大会名                                                         | SP      | FS      | 結果     |
| 2016年10月5日 - 8日    | ISUジュニアグランプリ ブラエオン・シュベルター杯（ドレスデン） | 7 49.33 | 9 85.96 | 8 135.29 |
| 2016年8月31日 - 9月3日 | ISUジュニアグランプリ チェコスケート（オストラヴァ）           | 9 47.50 | 8 87.92 | 9 135.42 |

| 2014-2015 シーズン    |                                                             |         |         |          |
| 開催日                | 大会名                                                      | SP      | FS      | 結果     |
| 2015年4月16日 - 19日  | 2015年世界フィギュアスケート国別対抗戦（東京）              | 6 46.87 | 6 88.42 | 3 団体   |
| 2015年3月2日 - 8日    | 2015年世界ジュニアフィギュアスケート選手権（タリン）        | 6 48.45 | 6 86.52 | 6 134.97 |
| 2015年2月19日 - 22日  | 2015年チャレンジカップ ジュニアクラス（ハーグ）             | 2 45.99 | 1 90.87 | 1 136.86 |
| 2014年12月25日 - 28日 | 第83回全日本フィギュアスケート選手権 ジュニアクラス（長野） | 1 42.30 | 1 84.96 | 1 127.26 |
| 2014年10月8日 - 11日  | ISUジュニアグランプリ クロアチア杯（ザグレブ）              | 4 45.54 | 5 88.53 | 6 134.07 |
| 2014年9月24日 - 28日  | ISUジュニアグランプリ タリン杯（タリン）                    | 4 45.05 | 6 79.26 | 4 124.31 |

| 2013-2014 シーズン     |                                                                 |         |         |          |
| 開催日                 | 大会名                                                          | SP      | FS      | 結果     |
| 2014年1月29日 - 2月2日 | 2014年ババリアンオープン ジュニアクラス（オーベルストドルフ）   | 2 38.06 | 2 70.46 | 2 108.52 |
| 2013年12月20日 - 23日  | 第82回全日本フィギュアスケート選手権 ジュニアクラス（さいたま） | 2 37.80 | 2 69.52 | 2 107.32 |

| 2011-2012 シーズン   |                                     |          |          |           |
| 開催日               | 大会名                              | SP       | FS       | 結果      |
| 2011年9月20日 - 23日 | 全国花様滑冰錦標賽2011-2012（長春） | 11 33.35 | 10 75.68 | 10 109.03 |

## プログラム使用曲
| シーズン  | SP | FS                                                                           |
| --------- | --- | ---------------------------------------------------------------------------- |
| 2016-2017 | イエスタデイ 曲：ポール・マッカートニー イエスタデイ 演奏：アンドレ・リュウ 振付：ジュリー・マルコット | テレビドラマ『龍馬伝』より 作曲：佐藤直紀 振付：ジュリー・マルコット         |
| 2014-2015 | オペラ『蝶々夫人』より「ある晴れた日に」 作曲：ジャコモ・プッチーニ 振付：ジェリー・マルコット         | 映画『白い恐怖』より 作曲：ロージャ・ミクローシュ 振付：ジェリー・マルコット |
| 2013-2014 | テレビドラマ『スパイ大作戦』より 作曲：ラロ・シフリン                                                  | 黄河協奏曲 作曲：冼星海                                                      |